# Motmotguan

Verbreitungsgebiet des Motmotguans

Der Motmotguan (Ortalis motmot), Syn. Phasianus motmot ist eine Vogelart aus der Ordnung der  Hühnervögel (Galliformes).
Die Art wurde früher als konspezifisch mit dem Tüpfelguan (O. guttata) und dem Gelbbrauenguan (O. superciliaris) angesehen.
Der Vogel kommt vom Süden Venezuelas östlich bis in den Norden Brasiliens vor, in Französisch-Guayana,  Suriname, Guyana und möglicherweise auch im Südosten Kolumbiens.
Der Lebensraum umfasst dichten Unterwuchs entlang von Flüssen, in Küstennähe, in Lichtungen und im Sekundärwald, auch verlassene Weideflächen bis 1700 m Höhe.
Der Artzusatz entstand aus einem sprachlichen Missverständnis von Albertus Seba im Jahre 1734, als er den Azteken-namen „motmot“ auf einen Guan bezog.

## Merkmale
Die Art ist 43–54 cm groß und wiegt 345–620 g. Der Kopf ist rötlich-kastanienbraun und hebt sich deutlich von der grauen Unterseite ab. Die Handschwingen sind dunkelbraun, die Gesichtshaut dunkel schieferfarben, der kurze Kehllappen ist rötlich. Der Schwanz ist lang, die äußeren Steuerfedern sind kastanienbraun. Der Schnabel ist grau, an der Basis etwas dunkler. Die Beine sind rötlich-braun.
Die Geschlechter unterscheiden sich nicht.
Die Art ähnelt dem Rotflügelguan (O. garrula) und dem Rotkopfguan (O. erythroptera), hat aber braune und nicht kastanienfarbene Handschwingen. Ähnlich ist auch der vormals als konspezifisch bzw. als Unterart betrachtete Maronenkopfguan (O. ruficeps), der aber kleiner und etwas heller ist und sich durch die Lautäußerungen unterscheidet.

## Geografische Variation
Die Art ist monotypisch.
Der vormals als Unterart angesehene Ortalis motmot ruficeps (Wagler, 1830), wurde 2021 als eigene Art Maronenkopfguan (O. ruficeps) anerkannt.

## Stimme
Der Ruf als Duett während der Brutzeit, sonst von kleinen Gruppen wird als lautes, ausgelassenes “WATCH-a-lak” beschrieben, meist in der Morgen- und Abenddämmerung und klingt ähnlich wie der Ruf des Rotsteißguans (O. ruficauda).

## Lebensweise
Die Art ist vermutlich ein Standvogel.
Die Nahrung besteht aus Beerenobst und Früchten, die in kleinen Gruppen in Bäumen oder am Boden gesucht werden. Das mit Blättern ausgelegte Nest besteht aus einer kleinen Schale aus Wurzeln und flachen Zweigen in Büschen oder niedrigen Bäumen.
Die Brutzeit liegt im Mai, zwischen September und Dezember in Suriname, zum Beginn der Regenzeit zwischen November und Dezember in Französisch-Guayana. Das Gelege besteht aus 3 weißen Eiern.

## Gefährdungssituation
Der Bestand gilt als „nicht gefährdet“ (Least Concern).